# ヴィトラ・ハウス

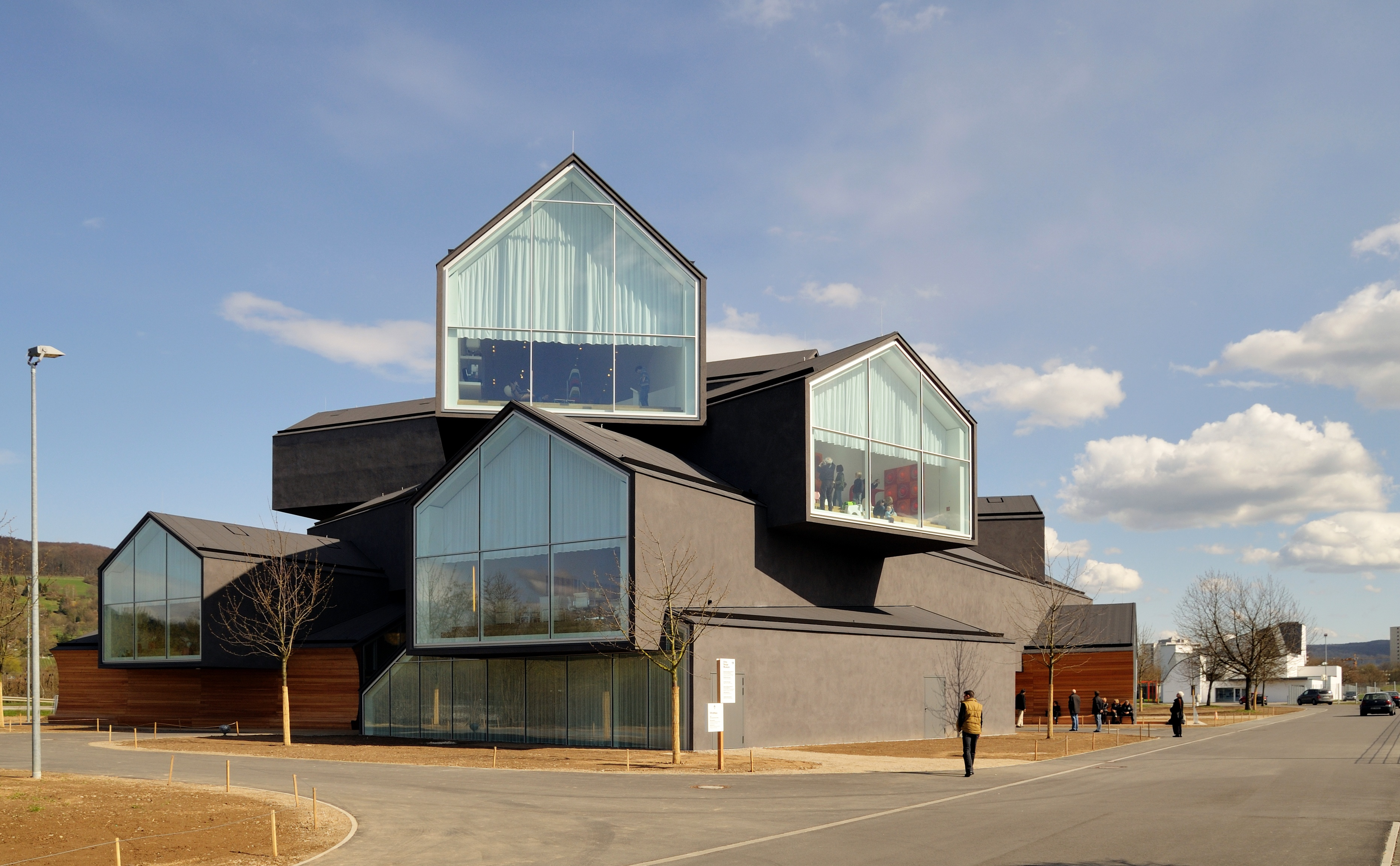
ヴィトラ・ハウス

ヴィトラ・ハウス（英語：Vitra House）は、ドイツ連邦共和国バーデン＝ビュルテンベルク州ヴァイル・アム・ラインにある建築物である。スイスに本社を置くデザイナーズ家具の有名ブランド、ヴィトラ社が持つヴィトラ・キャンパスの敷地内にある。
ヴィトラ・ハウスは、世界的に有名な建築家ユニット、ヘルツォーク&ド・ムーロンの作品で、細長く伸びた切妻屋根の建物が交差するように組み合わされている。世界の有名建築家の作品が集まったヴィトラ・キャンパスの建物群に、2010年に加わった。ヴィトラ・デザイン・ミュージアムもヴィトラ・キャンパス内にある。
内部はヴィトラ社のショールームとして、リビングやキッチン、書斎などさまざまな部屋のデザインモデルが展示されている。ショップやカフェも併設。各階の正面には5角形の大きな窓が配置され、その独創的な外観は日中も夜間も多くの人の注目を集めている。
ヴィトラ・キャンパスの場所はドイツ領内だが、スイスとの国境付近に位置し、スイス、バーゼルからのアクセスが便利。なお、ヘルツォーク＆ド・ムーロンは、地元バーゼル出身の建築家である。

## アクセス

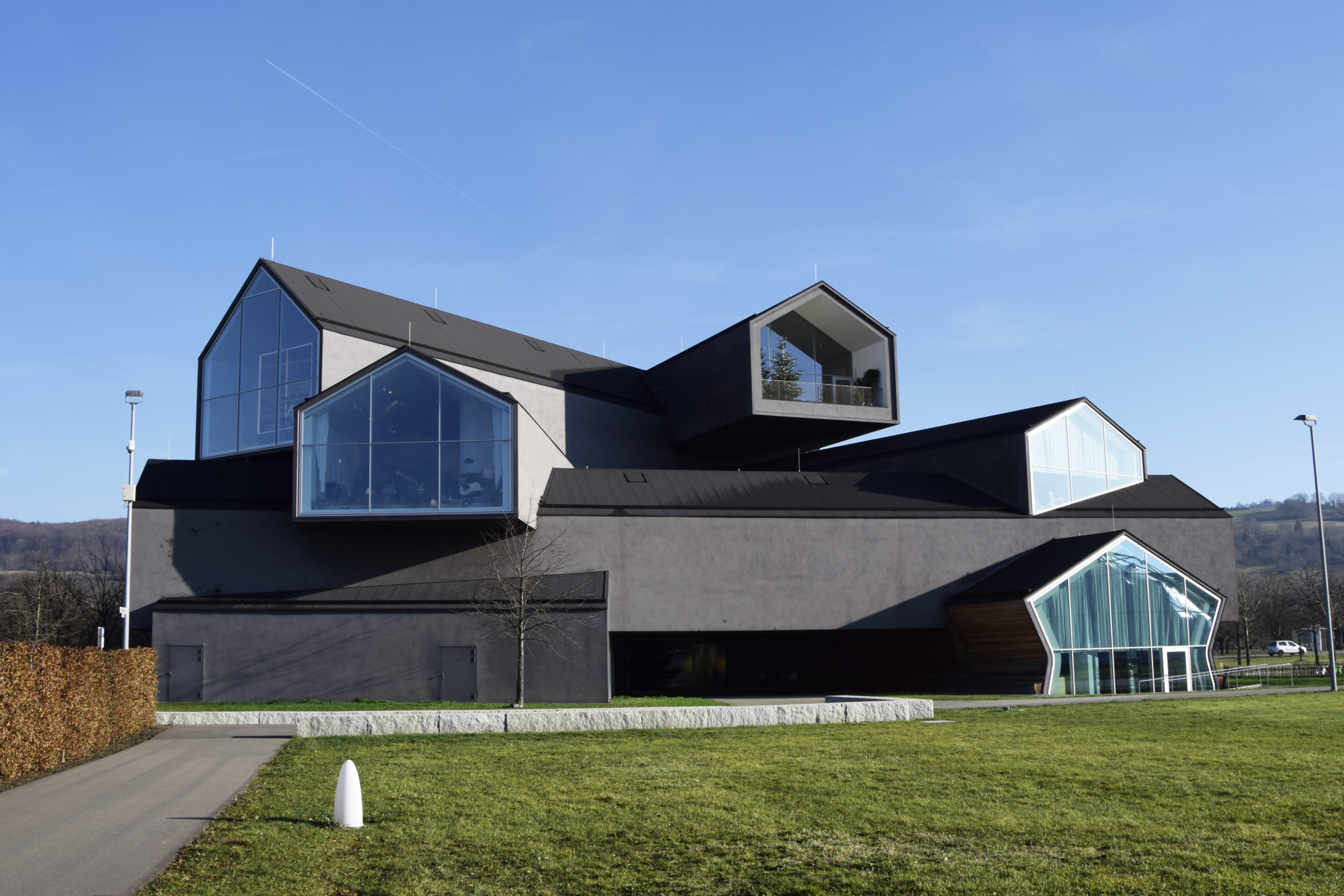
ヴィトラ・ハウス

バーゼル駅 Basel SBB から8番トラムでバーゼル・クララプラッツ Basel Claraplatz まで約17分。バーゼル・クララプラッツ Basel Claraplatz から55番のバスにて約20分でヴァイル・アム・ライン・ヴィトラ Weil am Rhein, Vitra　下車。
またはバーゼル駅 Basel SBB から鉄道利用。バーゼル・バーディッシャー駅　Basel Bad で乗換えてヴァイル・アム・ライン駅　Weil am Rhein へ。ヴァイル・アム・ライン駅　Weil am Rhein　から徒歩約20分でアクセスできる。